# Катрома
Катрома — река в Вологодской области России.
Протекает по территории Харовского и Сямженского районов. Вытекает из северо-восточной части озера Катромского на высоте 180 м на севере Харовской гряды. Впадает в реку Кубену в 151 км от её устья по правому берегу. Длина реки составляет 52 км.
Вдоль течения реки расположены населённые пункты Слободского сельского поселения — деревни Макаровская, Полутиха, Перекс, Стрелица и Дягилево.

## Притоки (км от устья)
- 6 км — река Вальга (лв)
- 13 км — река Пунгул Вальгский (лв)
- 17 км — река Пунгул (пр)

## Данные водного реестра
По данным государственного водного реестра России относится к Двинско-Печорскому бассейновому округу, водохозяйственный участок реки — озеро Кубенское и реки Сухона от истока до Кубенского гидроузла, речной подбассейн реки — Сухона. Речной бассейн реки — Северная Двина.
Код объекта в государственном водном реестре — 03020100112103000005627.